# Casa Vicens
Casa Vicens, odnosno kuća Vicens je obiteljska rezidencija u Barceloni, u ulici Carrer de les Carolines br. 24. Prvo je važnije samostalno djelo katalonskog arhitekta Antonija Gaudíja.

## Okolnosti narudžbe i gradnje
Projekt je od Gaudíja 1878. naručio bogati trgovac i poduzetnik Manuel Vicens, kojega brojni izvori – upravo zbog ove njegove kuće – navode kao proizvođača opeka i keramičkih pločica.:str. 6, 8:str. 36., 38.
Dvadesetšestogodišnjem Gaudíju je to bila prva narudžba koju je dobio po završetku studija arhitekture na kojem je diplomirao 15. ožujka iste godine,:str. 38. pa obzirom na ekstravagantnost izvedenoga djela, ne treba čuditi da su konkretni radovi na kući započeli tek 1883.:str. 8 te da su trajali pet godina. Od narudžbe do dovršetka izvedbe prošlo je dakle punih deset godina.:str. 36.
Kuća je u funkciji obiteljske ljetne rezidencije, trebala biti sagrađena na nevelikoj parceli koju je u mjestu Gracia pokraj Barcelone - koje je u međuvremenu postalo jednim od gradskih predgrađa – Manuel Vicens naslijedio od svoje majke. Stoga je mladi Gaudí zdanje smjestio uz sam rub zemljišta, ostavljajući dosta prostora za vrt, koji se stoga doimao većim nego što je bio.:str. 39.  U vrtu se izvorno nalazila i fontana od opeke, ali je ona nažalost srušena 1946. zbog prodaje tog dijela zemljišta.

## Eksterijer
Parcelu omeđuje prekrasna ograda od kovanog željeza s motivom naizmjenično postavljenih redova palmina lišća, reminiscirajući palme koje su rasle u vrtu, ali i one prikazane na bogatim oslicima galerije pokraj blagovaonice na prvome katu. 
Tu je ogradu osmislio Llorenç Matamala, a iskovao Joan Oñós.  
Gaudí je bio zadovoljan njihovim radom, te će s obojicom surađivati i na drugim svojim projektima. 
Brojni ukrasi od lijevanog i kovanoga željeza koji mahom slijede duh i forme u Europi tada prevladavajuće secesije, također krase prozore, balkone i druge dijelove kuće, te su uz dekorativnu, imali i posve praktičnu funkciju pružanja sigurnosti bogate kuće i ukućana.:str. 9
Gaudí je često upotrebljavao dekoraciju od kovanog željeza, ne samo stoga što su Katalonci bili poznati majstori tog zanata, već i stoga što je njegov otac bio kotlar, pa je Gaudí prema radovima u metalu cijeloga života osjećao osobitu bliskost. 
Osnovni plan zdanja vrlo je rigidan i tradicionalan – u osnovi pravokutan:str. 8:str. 38., no ta činjenica zbog razigrane kolorističke i plastičke raščlambe pročelja s više istaknutih erkera, dimnjaka i krovnih „tornjeva“ tj. zaglavaka, ne pada odmah u oči.:str. 39.
Premda su pročelja kuće vrlo slikovita, jakih boja, taj je bogati dojam Gaudí postigao služeći se zapravo jednostavnim materijalima: smeđim kamenom, koji će biti obilato korišten i u njegovim kasnijim djelima, jednostavnim opekama, te keramičkim pločicama (jednobojnim ili šablonski oslikanim jednostavnim cvjetnim motivima), raspoređenim uglavnom u okomitim nizovima, ili pak kontrastno poput polja na šahovskoj ploči. Ti geometrijski ornamenti, kao i sami materijali opeke i keramičkih pločica,  predstavljaju neke od neizravnih reminiscenciju na arapsku i perzijsku umjetnost, osobito u kombinaciji sa pseudo-maurskim istacima krova, koji podsjećaju na vrhove minareta, slično poliforama kata, koje podsjećaju na arkade maurskih dvorišta.:str. 8
Zbog svih tih strukturalnih i dekorativnih odlika, povjesničari umjetnosti ovu kuću, kao i istodobnu Casa el Caprichio te Güellove paviljone i vinske podrume, svrstavaju u Gaudíjevu početnu maursku:str. 6., 8., 10. ili orijentalnu fazu u kojoj među brojnim istočnjačkim utjecajima (perzijski, indijski, islamski…) prevladavaju upravo oni maurski. 
Pseudobarokne skulpture beskrilnih kerubinaa:str. 39. smještenih na više mjesta na pročelju, međutim, sigurno ne spadaju u tu kategoriju.
Ovim je uglavnom relativno jednostavnim, no za ono vrijeme vrlo ekstravagantnim, pa i bizarnim elementima Gaudí ladanjskoj kući relativno jednostavne osnove dao vanjski izgled malog, ali bajkovitog modernističkoga dvorca.:str. 39.
Od vrlo razigrane, bizarne i bogate vanjštine zdanja, još ekstravagantnija je njegova unutrašnjost. Priča se da je Manuel Vicens gotovo bankrotirao tijekom izgradnje kuće, no izvori nisu složni da li se to dogodilo zbog visokih izdataka za gradnju i bogatu opremu, osobito interijera.:str. 10.

## Interijer
S obzirom na to da je riječ o privatnoj kući, malo ljudi je vidjelo njezinu unutrašnjost, s obzirom na to da je godinama bila otvorena za javnost samo jedan dan godišnje, na blagdan svete Rite, 22. svibnja. Stoga su fotografije interijera relativno rijetke.
Unutrašnjost kuće podijeljena je na četiri etaže: podrumsku, dvije stambene i potkrovnu.
Podrumska etaža služila je za spremište, na prvoj stambenoj etaži nalazile su se kuhinja, blagovaonice i nekoliko dnevnih soba, na drugoj stambenoj etaži bile su uglavnom spavaće sobe, dok je potkrovlje bilo namijenjeno za poslugu.
Najraskošnije ukrašena prostorija čitave kuće je svakako blagovaonica, čije su dekoracije najbliže europskoj secesiji toga vremena.:str. 44. Prostore među masivnim drvenim gredama prekrivaju prekrasni štuko-reljefi s motivima višnjinih grana s plodovima. Zidovi su oslikani motivima bršljana, i motivima ptica u maniri tradicionalnog japanskog slikarstva. Pod je prekriven bijelim kamenim kockicama mozaika postavljenim u rimskoj tehnici opus tesselatum.
Na blagovaonicu se nastavlja galerija s bogato ukrašenim stropom, koji će i kasnije biti jedno od glavnih obilježja Gaudíjeve arhitekture. Dva odvojena polja oslikana su iluzionistički na način da stvaraju privid pogleda na nebo iz nekog arapskog vrta, koji dijelom zastiru veliki listovi palmi.:str. 11 Ta odvojena polja uokvirena su konkavnim drvenim poljima čije su plohe prekrivene gustim ornamentom u plitkome reljefu. Iznad vrata nalaze se pločice s cvjetnim motivima, identične onima na fasadi. Prozori su bogato oslikani različitim tradicionalnim motivima. Opetujuće crvene pruge na žutoj pozadini vjerojatno reminisciraju katalonsku zastavu,:str. 11 što ne treba čuditi, s obzirom na to da su i Vicens i Gaudí bili izraziti patrioti.
Mala soba prvoga kata čak ima oslikanu pseudo-kupolu kakve su bile česte u baroku.:str. 44. Ona prikazuje kupolnu rešetku kroz koju se vidi nebo i prolijeću ptice. Sve je to toliko vrsno naslikao slikar i dekorater Josep Torrescassana, da promatrač u prvi čas doista pomisli da se nad njime nalazi otvoreno nebo, premda trenutak kasnije shvati da je to nemoguće, jer se iznad sobe nalaze još dvije etaže i krov.
Soba za pušenje (kuća je sagrađena u vrijeme kada se pušilo samo u zasebnim prostorijama, kao što je to danas opet zakonom propisano za javne prostore), najsličnija je od svih prostorija malom arapskom kabinetu.:str. 44. Svjetiljka, ukrašena arapskim pismom, visi sa stropa presvođenog na način tipičan za islamsku arhitekturu.:str. 10 U maurskome stilu saćasto ukrašeni, „stalaktitni“ tzv. mocárabe svod se sastoji od mnoštva jednakih ćelijica, obojenih zlatnom bojom, koje ukrašavaju motivi palmina lišća i grozdova:str. 44. reminiscirajući slične svodove Alhambre.
Gornja polovica zidova ukrašena je bogato oblikovanim papir-mašeom biljne motivike,:str. 10. dok je donja polovica prekrivena narančastim i plavim keramičkim pločicama, poredanim naizmjenično u formi šahovnice, dodatno ukrašenim motivima ruža, za razliku od pločica fasede koje su ukrašene motivima nevena ili kadifica. U sredini prostorije nalazi se namještaj kojeg je Gaudí dijelom osobno osmislio: divani i stolice s bogato oblikovanim naslonima. Pod je, kao i u drugim prostorijama, također prekrivan bijelim kamenim kockicama mozaika.

## Sudbina kuće od konca 19. st. do danas
Nakon suprugove smrti, Vicensova udovica Dolores Giralt je 1899. prodala kuću Antoniju Jover i Puigiju. Obitelj Jover je posjedovala kuću sve do 2014. kada su je nasljednici prodali andorskoj Morabanc, koja planira kuću pretvoriti u muzej, te je nakon restauracije otvoriti za javnost 2016. godine
Tijekom zadnjih 130 godina kuća je doživjela nekoliko promjena, od kojih je svakako najveća nestanak izvornog vrta s fontanom na mjestu kojeg je sagrađena susjedna zgrada. Stoga su dijelovi izvorne ograde od kovanoga željeza uklonjeni i izloženi u Parku Güell, u Gaudíjevu muzeju. 
Kuća je 1925. dograđena od strane arhitekta Ivana Krstitelja Serra Martineza u Gaudíjevu stilu. Obitelj Jover je nastojala da kuća bude u što boljem stanju, poštujući Gaudíjeva rješenja i konzultirajući ga za života oko pojedinosti.
Kuća je proglašena povijesnim spomenikom 1969., a u srpnju 2005. dospjela je, zajedno s ostalim Gaudíjevim djelima, na UNESCO-ov popis svjetske baštine.

## Stilske odlike
Premda je nedvojbeno riječ o remek-djelu, Casa Vicens bitno odudara od klasičnih Gaudíjevih ostvarenja, po kojima je postao poznat i popularan.
Plan zdanja je tradicionalan i jednostavan, gotovo konvencionalan. 
Premda koloristički zasićeni, ukrasi su uglavnom ravnolinijski, bez dinamičnih krivulja toliko tipičnih za Gaudijeva zrela rješenja.
Repertoar formi povezanih neprekinutim ornamentiranim površinama je međutim – crpeći inspiraciju iz umjetnosti Maura, Japana, Rima, Perzije i baroka – toliko raznorodan i nekonzistentan:str. 39. da svi ti poticaji naprosto nisu mogli biti sljubljeni u dokraja kompaktnu cjelinu kakva će biti – primjerice – Casa Míla.
Štoviše, u oblikovanju pojedinih dijelova osjeća se stanovita krutost, nedorečenost, a u oblikovanju drugih i nedostatak do kraja oplemenjenog ukusa (srcedrapateljski motivi ruža na pločicama blagovaonice), što je sve bio logičan i neizbježan danak autorovoj mladosti.